# 滝田樹里
滝田 樹里（たきた じゅり、1981年〈昭和56年〉4月18日 - ）は、日本の女性声優。東京都出身。アイムエンタープライズ所属。

## 略歴
高校当時の将来の夢は7歳の頃からずっと変わっておらず、小学校時代の卒業アルバムの将来の夢に「声優」と書いており、その夢があったからこそ、くじけそうな時でも頑張れたという。
子供の頃から音楽は好きで、中学時代はドラムがしたいため吹奏楽部に入部したが、顧問の教師に「お前は肺活量があるからトランペットを吹いてみろ」と言われた。試しに吹いたところ「合格」となり、主にトランペットを吹いていた。ドラムについては少しだけ触らせてくれた他、アコーディオンもしていたという。
女子高、南青山少女歌劇団、日本ナレーション演技研究所出身である。
高校時代は主に演劇に打ち込んでおり、学校が終わったら演劇の教室に行き勉強していた。テニス部にも所属はしていたが、演劇のほうに集中したいため、あまり部活動には参加できなかったという。好きだった授業は音楽、美術、古文、国語、歴史で、どちらかというと文系であった。逆に数学はまったくダメであり、声優デビュー後に出演していたゲーム『ときめきメモリアル4』の収録していた時間に、学校が舞台のせいで、数学のテストを受ける夢を見ていた。
2009年、誕生日の4月18日に本人ブログを開設。2010年秋に一般の会社員の男性と入籍し、妊娠した事を同年12月13日に、女の子を出産したことを2011年6月26日のブログで報告している。

## 人物
愛称は「樹里きち」。
『ときめきメモリアル4』の皐月優役が決まる以前から、『ときめきメモリアルシリーズ』のファンであったことを語っている。
趣味・特技は音楽鑑賞・料理・スノーボード・サーフィン。

## 出演
太字はメインキャラクター。

### テレビアニメ
2005年
- Canvas2 〜虹色のスケッチ〜（ウェイトレス）

2006年
- ふしぎ星の☆ふたご姫 Gyu!（ウー・ピー）

2009年
- 銀魂（店員）
- のだめカンタービレ 巴里編（ノエミ・クルベ）
- ヤッターマン（第2作）（ガンちゃん〈幼少時代〉）

2010年
- それでも町は廻っている（TV音声）
- のだめカンタービレ フィナーレ（ノエミ・クルベ）
- 爆丸バトルブローラーズ ニューヴェストロイア（バネッサ）
- ひだまりスケッチ×☆☆☆ 特別編（三浦さん）

2011年
- THE IDOLM@STER（2011年 - 2012年、音無小鳥） - 1シリーズ+特別編

2023年
- アイドルマスター ミリオンライブ！（音無小鳥）

### 劇場アニメ
- THE IDOLM@STER MOVIE 輝きの向こう側へ!（2014年、音無小鳥[14]）

### OVA
- Memories Off #5 とぎれたフィルム THE ANIMATION（2006年、あすかの母）
- ときめきメモリアル4 ORIGINAL ANIMATION -始まりのファインダー-（2009年、皐月優）
- THE IDOLM@STER SHINY FESTA（2014年、音無小鳥） - 3作品

### Webアニメ
- ぷちます! -プチ・アイドルマスター-（2013年 - 2014年、音無小鳥、ぴよぴよ、ペンギン♀、通行人♀） - 2シリーズ

### ゲーム
2005年
- ファイアーエムブレム 蒼炎の軌跡（エリンシア）
- Memories Off #5 とぎれたフィルム（あすかの母）

2006年
- ゼルダの伝説 トワイライトプリンセス（イリア）
- アルカナハート（美凰、華明芳）

2007年
- Wiiでやわらかあたま塾（ナビボイス）
- Memories Off #5 encore（日名えりか）
- SDガンダム GGENERATION（2007年 - 2011年、ヨナ） - 2作品

2008年
- アイドルマスターシリーズ（2008年 - 2024年、音無小鳥） - 12作品
- アルカナハート2（美凰、華明芳）
- 鉄道むすめDS〜Terminal Memory〜（釜石まゆり）
- すっごい! アルカナハート2〜転校生 あかねとなずな〜（美凰、華明芳）

2009年
- サモンナイトX 〜Tears Crown〜（ソティナ・ローンズ）
- ときめきメモリアル4（皐月優）
- アルカナハート3（美凰、華明芳）

2010年
- 好きです鈴木くん!! 4人の鈴木くん（星野爽歌）

2013年
- 幻獣姫（イザナミ）

2014年
- リング☆ドリーム 女子プロレス大戦（円陣光子、黒山百合華）

2016年
- ゴッドイーター リザレクション / 2 レイジバースト（音無小鳥） - 2作品

2017年
- ファイアーエムブレム ヒーローズ（2017年 - 2023年、エリンシア）

### ドラマCD
年代不明
- たなくま シリーズ（NAOMI）
  - ラジオDX セガダイレクトさよならCD Tschuess! セガダイレクト最後の聖戦!
  - 7th 〜 萌-1グランプリ、俺たちの闘いはこれからだ!
  - 8th! 俺、このCDが完成したら、田舎でメイド喫茶を開こうと思うんだ（死亡フラグ）

- まほろまてぃっく

2005年
- みかにハラスメント（深雲）

2006年
- アイドルマスターシリーズ（音無小鳥）
  - ドラマCD Scene.04
  - DRAMA NEW STAGE 01 - 03

- 愛を歌うより俺に溺れろ!〜溺死寸前!?湯けむり温泉親睦旅行〜
- 上海妖魔鬼怪（麗麗）

2007年
- アルカナハート ドラマCD企画 『はーとふるシチュエーション えぴそーど1・2』（美凰）
- Gratitude 〜グラッティテュード・感謝〜（音無小鳥）

2008年
- アイドルマスターシリーズ（音無小鳥）
  - Eternal Prism 01 - 03
  - MASTER LIVE 03・04

2009年
- サモンナイトX 〜Tears Crown〜 暁天の焔 前編 / 後編 （ソティナ・ローンズ）
- 慈雨（三原夕美佳）
- ジョーカーの甘い嘘（遼平の母）
- フランケン・ふらん

2010年
- EREMENTAR GERAD The original（ラズフェ・アンクルの人々）※単行本18巻付属ドラマCD

2012年
- THE IDOLM@STER No Make!（音無小鳥）

2013年
- アイドルマスター 劇場版制作決定記念チケット同梱「765プロ入社説明CD」（音無小鳥）
- PETIT IDOLM@STER Twelve Seasons! Vol.1 - 12（音無小鳥）

2014年
- アイドルマスターシリーズ（音無小鳥）
  - LIVE THE@TER PERFORMANCE 10
  - ワンフォーオール 初回限定版付属 スペシャルドラマCD「765プロが行く！トップアイドルのお仕事見学」

2016年
- アイドルマスターシリーズ（音無小鳥）
  - PLATINUM MASTER 01 - 03
  - LIVE THE@TER FORWARD 01 - 02

2019年
- THE IDOLM@STER MILLION THE@TER GENERATION 18 765PRO ALLSTARS（音無小鳥）

### 吹き替え
- ER XIII 緊急救命室（ソフィ〈ウェン=ウェン・チョン〉 #288）
- ER XIV 緊急救命室（レジー・サント〈ジョセフ・キャスタノン〉 #294）
- ドレスデン、運命の日
- ブラザーズ・ブルーム（幼い頃のスティーブン）
- 名探偵モンク7 #7

### オーディオドラマ
- THE IDOLM@STER NO Make!（2011年、音無小鳥）
- THE IDOLM@STER No Make+!（2015年、音無小鳥）

### ラジオ
※はインターネット配信。
- あなたと! ときめきメモリアル（2010年、音泉※）
- もっと! あなたと! ときめきメモリアル（2010年 - 2011年、音泉※）

#### ラジオCD
- DJCD ラジオdeアイマSHOW! Vol.2、5（2006年 - 2007年）ゲスト
- DJCD EXTRA アイドルマスター Radio For You! KOTORIMIX（2008年）ゲスト
- DJCD SP アイドルマスター Radio For You! Radio for 結〜you-i〜（2008年）音無小鳥 役
- ラジオCD あなたと! ときめきメモリアル Vol.1 - 3（2010年）

### 映像商品
- THE IDOLM@STER MASTER MOVIE（2006年）
- THE IDOLM@STER MASTER BOX IV（2008年5月23日、「Go to the NEXTSTAGE!! THE IDOLM@STER GREAT PARTY」のライブパートダイジェスト映像が収録されたDVD付き）
- THE IDOLM@STER 4th ANNIVERSARY PARTY SPECIAL DREAM TOUR'S!!（2009年）
- THE IDOLM@STER 5th ANNIVERSARY The world is all one !!（2010年）
- THE IDOLM@STER 7th ANNIVERSARY 765PRO ALLSTARS みんなといっしょに![18]（2012年）
- THE IDOLM@STER MUSIC FESTIV@L OF WINTER!![19]（2013年）
- THE IDOLM@STER M@STERS OF IDOL WORLD!!2014[20]（2014年）
- THE IDOLM@STER 9th ANNIVERSARY WE ARE M@STERPIECE!![21]（2015年）
- THE IDOLM@STER M@STER OF IDOL WORLD!!2015 Live Blu-ray[22]（2016年）

### パチンコ・パチスロ
- THE IDOLM@STER LIVE in SLOT!（2012年、音無小鳥）
- Pフィーバー アイドルマスター ミリオンライブ!（2021年、音無小鳥）
- パチスロ アイドルマスター ミリオンライブ!（2021年、音無小鳥）

### その他コンテンツ
- FUJIMIオールスターズ 朗読ボイス 鋼殻のレギオス（2006年、朗読ボイス）
- マイクロソフト検索サイトBing 検索キャンペーン（2009年12月18日 - 2010年1月18日、ナナコ）
- アプリ「ときドキ時計」（エアライン〈女神&悪魔〉）

## ディスコグラフィ

### キャラクターソング
| 発売日   | 商品名                                                       | 歌 | 楽曲                                                                        | 備考                                                       |
| 2007年   | 2007年                                                       | 2007年 | 2007年                                                                      | 2007年                                                     |
| -------- | ------------------------------------------------------------ | --- | --------------------------------------------------------------------------- | ---------------------------------------------------------- |
| 1月18日  | THE IDOLM@STER Your Song                                     | 音無小鳥（滝田樹里） | 「やさしさに包まれたなら」                                                  | ゲーム『THE IDOLM@STER』関連曲                             |
| 10月24日 | THE IDOLM@STER MASTER ARTIST FINALE 765プロ ALLSTARS         | 音無小鳥（滝田樹里） | 「空」 「i」                                                                | ゲーム『THE IDOLM@STER』関連曲                             |
| 10月24日 | THE IDOLM@STER MASTER ARTIST FINALE 765プロ ALLSTARS         | 音無小鳥（滝田樹里） featuring T                                                                                                   | 「ID:[OL]」                                                                 | ゲーム『THE IDOLM@STER』関連曲                             |
| 10月24日 | THE IDOLM@STER MASTER ARTIST FINALE 765プロ ALLSTARS         | IM@S ALLSTARS+ | 「i」                                                                       | ゲーム『THE IDOLM@STER』関連曲                             |
| 2008年   |                                                              | |                                                                             |                                                            |
| 2月13日  | THE IDOLM@STER MASTER LIVE 00 shiny smile                    | 音無小鳥（滝田樹里） | 「THE IDOLM@STER（k VERSION）」                                             | ゲーム『THE IDOLM@STER LIVE FOR YOU!』関連曲               |
| 4月16日  | THE IDOLM@STER MASTER LIVE 02 REM@STER-B                     | 如月千早（今井麻美）、音無小鳥（滝田樹里）、萩原雪歩（落合祐里香）                                                                 | 「私はアイドル♡（REM@STER-B）」                                             | ゲーム『THE IDOLM@STER LIVE FOR YOU!』関連曲               |
| 4月16日  | THE IDOLM@STER MASTER LIVE 02 REM@STER-B                     | 音無小鳥（滝田樹里） | 「まっすぐ（REM@STER-B）」                                                  | ゲーム『THE IDOLM@STER LIVE FOR YOU!』関連曲               |
| 4月16日  | THE IDOLM@STER MASTER LIVE 02 REM@STER-B                     | 如月千早（今井麻美）、水瀬伊織（釘宮理恵）、秋月律子（若林直美）、菊地真（平田宏美）、萩原雪歩（落合祐里香）、音無小鳥（滝田樹里） | 「It's Show」                                                               | ゲーム『THE IDOLM@STER LIVE FOR YOU!』関連曲               |
| 8月22日  | THE IDOLM@STER MASTER LIVE ENCORE                            | 音無小鳥（滝田樹里） | 「花」                                                                      | ゲーム『THE IDOLM@STER LIVE FOR YOU!』関連曲               |
| 2009年   |                                                              | |                                                                             |                                                            |
| 12月3日  | ときめきメモリアル4 Character Single BOX                     | 皐月優（滝田樹里） | 「風の中のJewel」                                                           | ゲーム『ときめきメモリアル4』関連曲                        |
| 2010年   |                                                              | |                                                                             |                                                            |
| 3月19日  | ときめきメモリアル4 ボーカル＆ストーリーズ Vol.2             | 皐月優（滝田樹里） | 「七色のSeason」                                                            | ゲーム『ときめきメモリアル4』関連曲                        |
| 6月23日  | THE IDOLM@STER BEST OF 765+876=!! VOL.03                     | IM@S ALLSTARS1641 | 「THE IDOLM@STER」                                                          | ゲーム『THE IDOLM@STER』関連曲                             |
| 2011年   |                                                              | |                                                                             |                                                            |
| 2月9日   | The world is all one !!                                      | 765PRO ALLSTARS | 「The world is all one !!（M@STER VERSION）」                               | ゲーム『THE IDOLM@STER 2』関連曲                           |
| 9月22日  | THE IDOLM@STER MASTER ARTIST 2 Prologue                      | 音無小鳥（滝田樹里） | 「光」                                                                      | ゲーム『THE IDOLM@STER 2』関連曲                           |
| 10月19日 | ファミソン8BIT☆アイドルマスター BEST ALBUM + LIVE DVD        | 音無小鳥（滝田樹里） | 「飛べ! スカイキッド（『スカイキッド』NEW SONG）」                          | ゲーム『THE IDOLM@STER』関連曲                             |
| 2012年   |                                                              | |                                                                             |                                                            |
| 2月1日   | THE IDOLM@STER ANIM@TION MASTER 07                           | 音無小鳥（滝田樹里） | 「花（NEW MIX）」                                                           | テレビアニメ『THE IDOLM@STER』関連曲                       |
| 11月7日  | THE IDOLM@STER ANIM@TION MASTER 生っすかSPECIAL 05           | 音無小鳥（滝田樹里） | 「以心伝心しよう」 「ありがとう…」                                          | テレビアニメ『THE IDOLM@STER』関連曲                       |
| 11月28日 | ら♪ら♪ら♪わんだぁらんど                                      | 765PRO ALLSTARS featuring ぷちどる                                                                                                 | 「ら♪ら♪ら♪わんだぁらんど」 「ら♪ら♪ら♪わんだぁらんど（とろぴかる Remix）」 | Webアニメ『ぷちます! -PETIT IDOLM@STER-』テーマソング      |
| 2013年   |                                                              | |                                                                             |                                                            |
| 1月30日  | THE IDOLM@STER ANIM@TION MASTER 生っすかSPECIAL CURTAIN CALL | 音無小鳥（滝田樹里） | 「幸」                                                                      | テレビアニメ『THE IDOLM@STER』関連曲                       |
| 2014年   |                                                              | |                                                                             |                                                            |
| 1月29日  | M@STERPIECE                                                  | 音無小鳥（滝田樹里） | 「君が選ぶ道」                                                              | 劇場アニメ『THE IDOLM@STER MOVIE 輝きの向こう側へ!』関連曲 |
| 4月18日  | ぷちます! かんしゃさい〜すぺしゃるCD〜                       | 音無小鳥（滝田樹里） | 「♪（おんぷ）」 「ら♪ら♪ら♪わんだぁらんど」                                 | Webアニメ『ぷちます! -プチ・アイドルマスター-』関連曲      |
| 2016年   |                                                              | |                                                                             |                                                            |
| 10月19日 | THE IDOLM@STER PLATINUM MASTER 03 アマテラス                 | 音無小鳥（滝田樹里） featuring 高木順二朗（大塚芳忠） and you                                                                      | 「飛べない鳥は夜に鳴く」                                                    | ゲーム『アイドルマスター プラチナスターズ』関連曲          |
| 2022年   |                                                              | |                                                                             |                                                            |
| 3月26日  | 朝焼けは黄金色 THE IDOLM@STER 第5巻特装版付属CD              | 音無小鳥（滝田樹里） | 「翼」 「想い出は永遠に」                                                   | 漫画『朝焼けは黄金色 THE IDOLM@STER』関連曲                |

### その他参加楽曲
| 発売日         | 商品名                                        | 歌                                       | 楽曲                                                            | 備考                                      |
| -------------- | --------------------------------------------- | ---------------------------------------- | --------------------------------------------------------------- | ----------------------------------------- |
| 2008年12月25日 | トランス北斗の拳                              | 滝田樹里                                 | 「PURPLE EYES（Uraken MIX）」                                   |                                           |
| 2008年12月25日 | トランス北斗の拳                              | 滝田樹里、下田麻美                       | 「TOUGH BOY（Black Jaxx MIX）」 「TOUGH BOY（戸田宏武 REMIX）」 |                                           |
| 2008年12月25日 | トランス北斗の拳                              | クリスタルキング with 今井麻美＆滝田樹里 | 「ユリア…永遠に（DJ KOO MIX）」                                 |                                           |
| 2011年4月13日  | THE IDOLM@STER STATION!!! THIRD TRAVEL WANTED | 滝田樹里                                 | 「夢のヒヨコ」                                                  | ラジオ『THE IDOLM@STER STATION!!!』関連曲 |

## イベント
2008年
- THE IDOLM@STER Live For Press（プレス向け発表会）（1月18日）
- Live 5pb. 2008 at YOKOHAMA BLITZ（11月22日）

### シリーズ一覧
1. ↑  『SPIRITS』（2007年）、『WORLD』（2011年）
2. ↑  『LIVE FOR YOU!』（2008年）、『SP』（2009年）、『2』（2011年）、『SHINY FESTA』（2012年）、『ミリオンライブ！』（2013年 - 2017年）、『シャイニーTV』（2013年）、『ワンフォーオール』（2014年）、『プラチナスターズ』（2016年）、『ミリオンライブ！ シアターデイズ』（2017年 - 2024年）、『ステラステージ』（2017年）、『ポップリンクス』（2021年 - 2022年）、『スターリットシーズン』（2021年 - 2022年）[15]

### ユニットメンバー
1. ↑  高木順一朗（徳丸完）、軽口哲也（細井治）
2. ↑  天海春香（中村繪里子）、星井美希（長谷川明子）、如月千早（今井麻美）、高槻やよい（仁後真耶子）、萩原雪歩（長谷優里奈）、菊地真（平田宏美）、双海亜美 / 真美（下田麻美）、水瀬伊織（釘宮理恵）、三浦あずさ（たかはし智秋）、秋月律子（若林直美）、音無小鳥（滝田樹里）
3. ↑  天海春香（中村繪里子）、星井美希（長谷川明子）、如月千早（今井麻美）、高槻やよい（仁後真耶子）、萩原雪歩（長谷優里奈）、菊地真（平田宏美）、双海亜美 / 真美（下田麻美）、水瀬伊織（釘宮理恵）、三浦あずさ（たかはし智秋）、四条貴音（原由実）、我那覇響（沼倉愛美）、秋月律子（若林直美）、音無小鳥（滝田樹里）、日高愛（戸松遥）、水谷絵理（花澤香菜）、秋月涼（三瓶由布子）
4. ↑  天海春香（中村繪里子）、星井美希（長谷川明子）、如月千早（今井麻美）、高槻やよい（仁後真耶子）、萩原雪歩（浅倉杏美）、菊地真（平田宏美）、双海亜美 / 真美（下田麻美）、水瀬伊織（釘宮理恵）、三浦あずさ（たかはし智秋）、四条貴音（原由実）、我那覇響（沼倉愛美）、秋月律子（若林直美）、音無小鳥（滝田樹里）
5. ↑  天海春香&はるかさん（中村繪里子）、如月千早&ちひゃー（今井麻美）、萩原雪歩&ゆきぽ（浅倉杏美）、高槻やよい&やよ（仁後真耶子）、秋月律子&ちっちゃん（若林直美）、三浦あずさ&みうらさん（たかはし智秋）、水瀬伊織&いお（釘宮理恵）、菊地真&まこちー（平田宏美）、双海亜美・真美&こあみ・こまみ（下田麻美）、星井美希&あふぅ（長谷川明子）、我那覇響&ちびき（沼倉愛美）、四条貴音&たかにゃ（原由実）、音無小鳥&ぴよぴよ（滝田樹里）